# Eyaz Zaxoyi
Eyaz Zaxoyi, né Yusiv Ehmed en 1961 à Zaxo et mort le 20 janvier 1986, est un chanteur kurde de la région de Bahdinan. Il est connu pour avoir fait un important travail dans le domaine de la musique kurde kurmandji.

## Sa vie et ses travaux
Eyaz Yusiv Ehmed naît en 1961 dans la ville de Zaxo. Depuis son enfance, il apprécie l'art et la musique. Il termine ses études à Zaxo et commence à chanter dans de petites chorales. En tant que citoyen irakien, il doit être enrôlé dans l'armée à 18 ans. Cet enrôlement tombe pendant la guerre Iran-Irak.[réf. nécessaire]
Après la guerre, Ehmed rejoint la radio kurde de Bagdad ou il enregistre des chansons avec le groupe Duhok Art. Il sort des cassettes de 1982 à 1985. L’artiste Erdewan Xaxoyi l'accompagne dans ces chansons et lui donne le nom « Xaxoyi ».

### Mort
Eyaz Zaxoyi meurt d'une tuberculose à l'hôpital de Mossoul. Une théorie affirme qu'il a été empoisonné par le Parti Baas en Irak car six jours après sa mort, son ami artiste Erdewan Zaxoyi devenu peshmerga, hostile au régime irakien Baas, est kidnappé par des soldats de Saddam Hussein.